# Magdalena Andersson
Eva Magdalena Andersson (Uppsala, Suècia, 23 de gener de 1967) és una economista i política sueca. Des del 4 de novembre de 2021 és líder del Partit Socialdemòcrata de Suècia. Va ser ministra de Finances de 2014 a 2021. Va ser nomenada primera ministra de Suècia des del 24 de novembre de 2021 però no va arribar a prendre possessió i va ser elegida de nou el 29 del mateix mes prenent possessió el dia 30 de novembre de 2021.

## Biografia
Durant els seus anys a l'institut, estudià ciències socials a l'Escola catedràtica d'Uppsala, on es graduà el 1987 amb onze cincs, dos quatres i un dos en el diploma.
Després d'acabar l'institut es mudà a Estocolm per continuar a l'Escola d'Econòmiques d'Estocolm de la qual es graduà el 1992 i es convertí en economista civil. Continuà estudiant més tard com a doctorand en economia nacional a la mateixa universitat entre 1992 i 1995, però abandonà abans d'acabar. Durant el semestre de tardor del 1994 estudià a Viena (Àustria) mentre que durant la primavera del 1995 ho feu a la Universitat Harvard (EUA). De jove fou nedadora d'elit.

### Carrera
Andersson fou una experta política del 1996 al 1998, cap de planificació del Comitè del Primer Ministre del 1998 al 2004 i Secretària d'Estat al Departament de Finances del 2004 al 2006. Durant el període de 2005 a 2009 fou membre de la junta del laboratori d'idees Policy Network del Partit Socialdemòcrata (S).
Del 2007 al 2009 també fou consellera per la presidenta dels socialdemòcrates, Mona Sahlin, i entre del 2009 i 2012 directora d'Skatteverket, l'agència pública de taxació. Andersson fou nomenada el febrer de 2012 com a portaveu econòmica del govern de Stefan Löfven. El 29 de setembre de 2014 esdevingué membre del Parlament i quatre dies després prengué possessió com a Ministra de Finances.
A finals del 2020, Andersson fou nomenada també com a presidenta del Comitè IMF del Fons Monetari Internacional (FMI). És la primera dona a presidir el càrrec i una de les poques sueques amb un estatus elevat dins de l'organització. També fou nominada com a Ministra de Finances de la Unió Europea a partir del 2021.
L'agost de 2021, Löfven va anunciar que dimitiria com a líder del Partit dels Treballadors Socialdemòcrates de Suècia al congrés del partit el 4 de novembre de 2021, en el que Andersson va ser nomenada primera secretària, la qual cosa la va convertir en la segona dona a liderar el partit.

### Primera ministra de Suècia
El 24 de novembre de 2021, va ser elegida primera ministra de Suècia després de la renúncia de Stefan Löfven. Tanmateix no va arribar a prendre possessió del càrrec. Aquell mateix dia, el Parlament suec havia de votar els pressupostos estatals. La cambra va rebutjar els que havia presentat el govern de coalició, formada per socialdemòcrates i verds, donant el vist-i-plau als de l'oposició. Això va causar la ruptura del pacte de govern dels Verds i la renuncia d'Andersson.
Després de noves negociacions, Magdalena Andersson va ser elegida de nou el 29 de novembre de 2021 i va prendre possessió el dia 30 amb un govern de minoria socialdemòcrata. És la primera dona que ha estat president del govern suec.
De cara a les eleccions generals sueques de 2022 de l'11 de setembre, Andersson va desplaçar els socialdemòcrates cap a l'esquerra amb la publicació el maig de 2021 del document Polítiques distributives per a la igualtat i la justícia, que criticava les creixents desigualtats sorgides de les decisions polítiques dels governs anteriors d'esquerra i dreta.

### Després de primera ministra
Després que la seva coalició perdés la majoria a les eleccions generals sueques de 2022, Andersson va anunciar la seva intenció de dimitir com a primer ministre i va ser succeïda al govern suec pel moderat Ulf Kristersson el 18 d'octubre de 2022. Com a líder socialdemòcrata, en el congrés de maig de 2025 va redirigir les posicions del partit de cara a les eleccions generals sueques de 2026 amb una política d'immigració més estricta, noves mesures proposades per combatre la delinqüència i plans per enfortir l'estat del benestar.

## Vida privada
Andersson està casada amb Richard Friberg, professor de l'Escola d'Econòmiques d'Estocolm.

## Galeria d'imatges

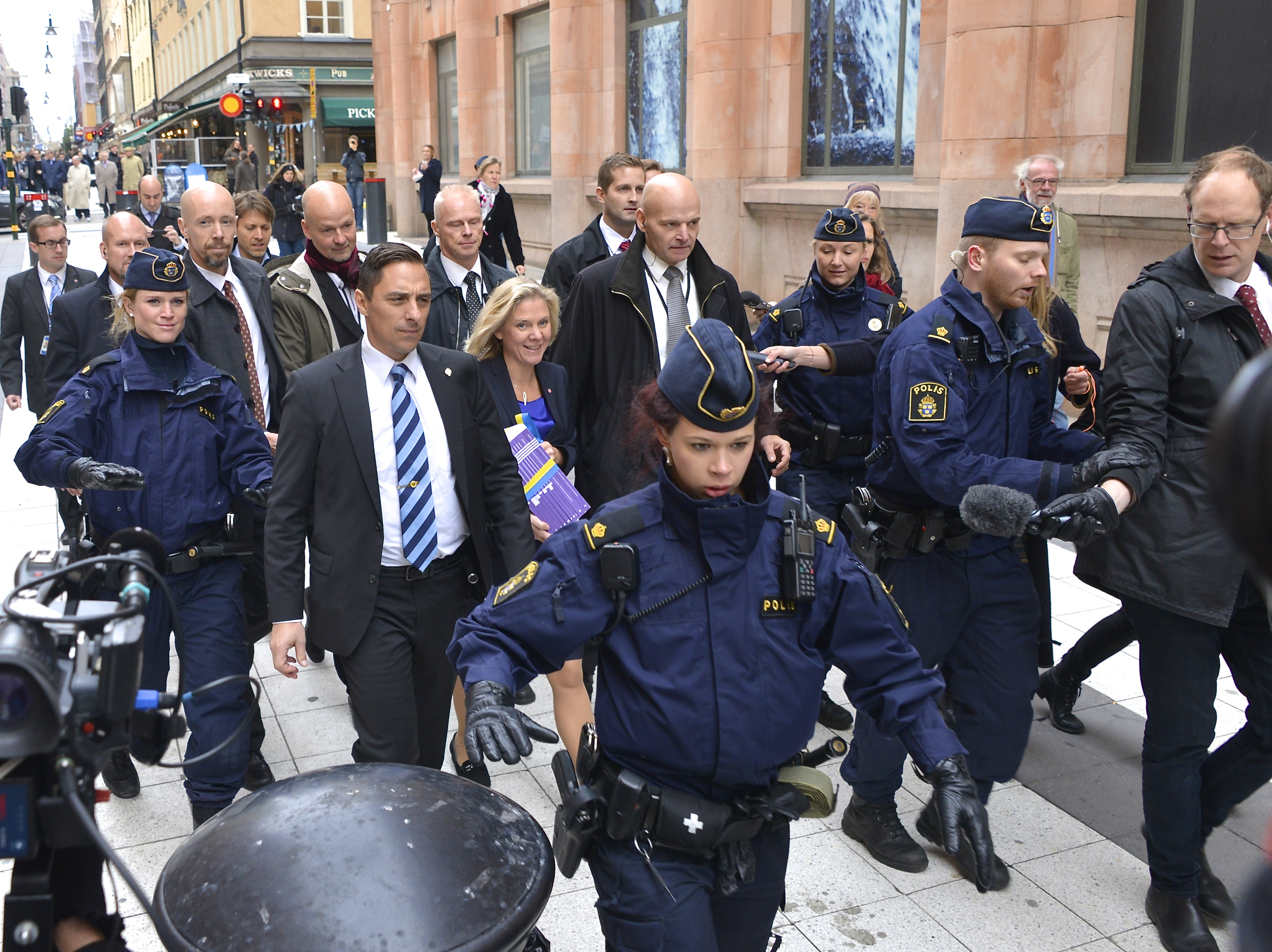
Andersson durant el seu primer passeig de pressupostos l'octubre de 2014.
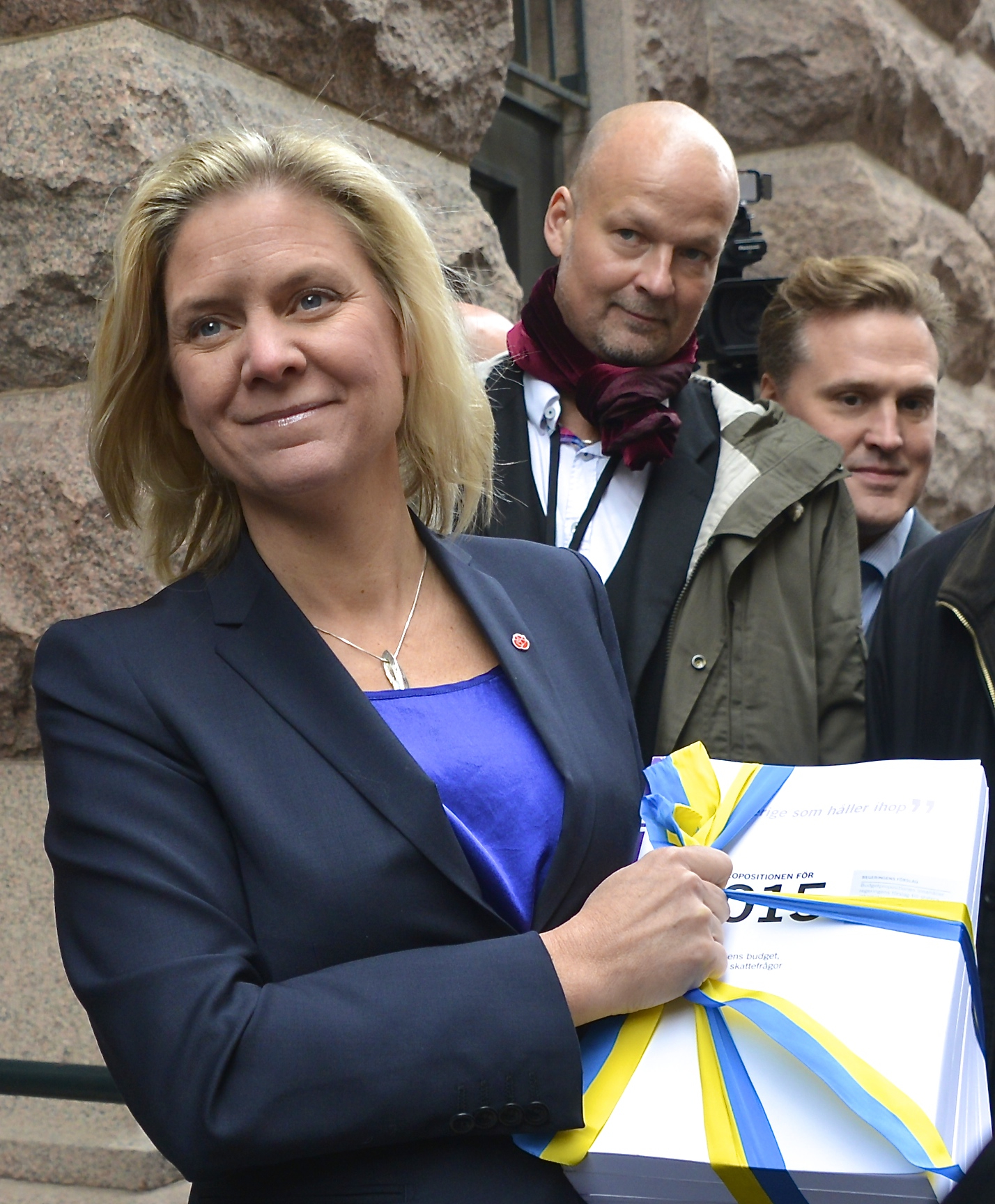
Andersson amb la seva primera "nådiga lunta" com a Ministra de Finances fora del Palau del Parlament.
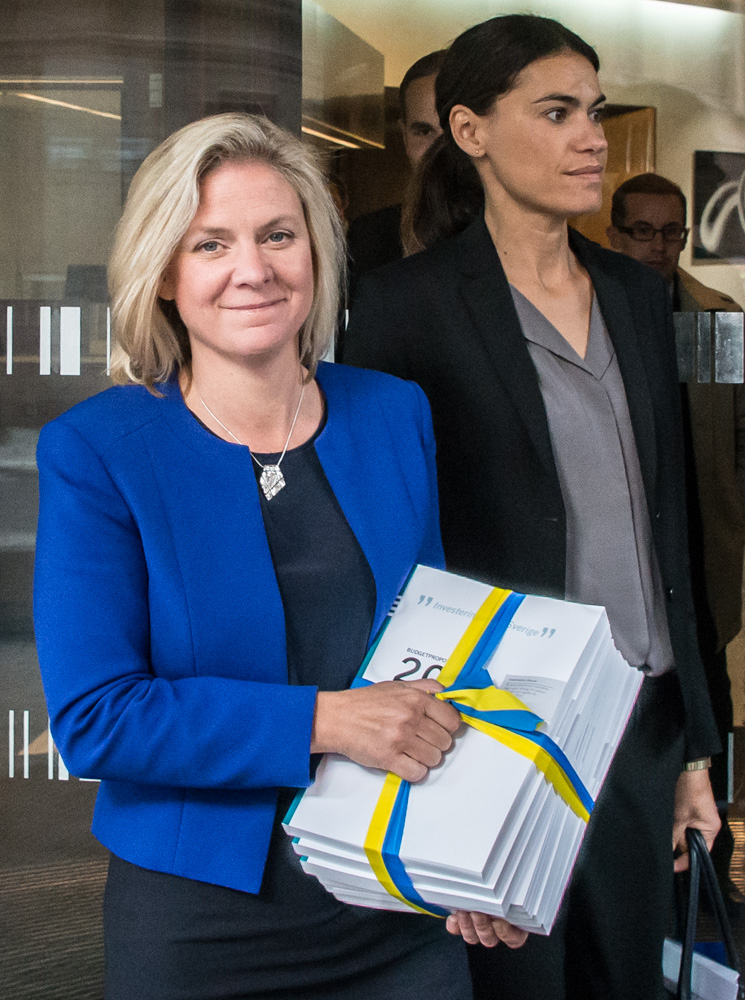
Andersson fora del Palau del Parlament el setembre de 2015 amb les propostes pels pressupostos de 2016.
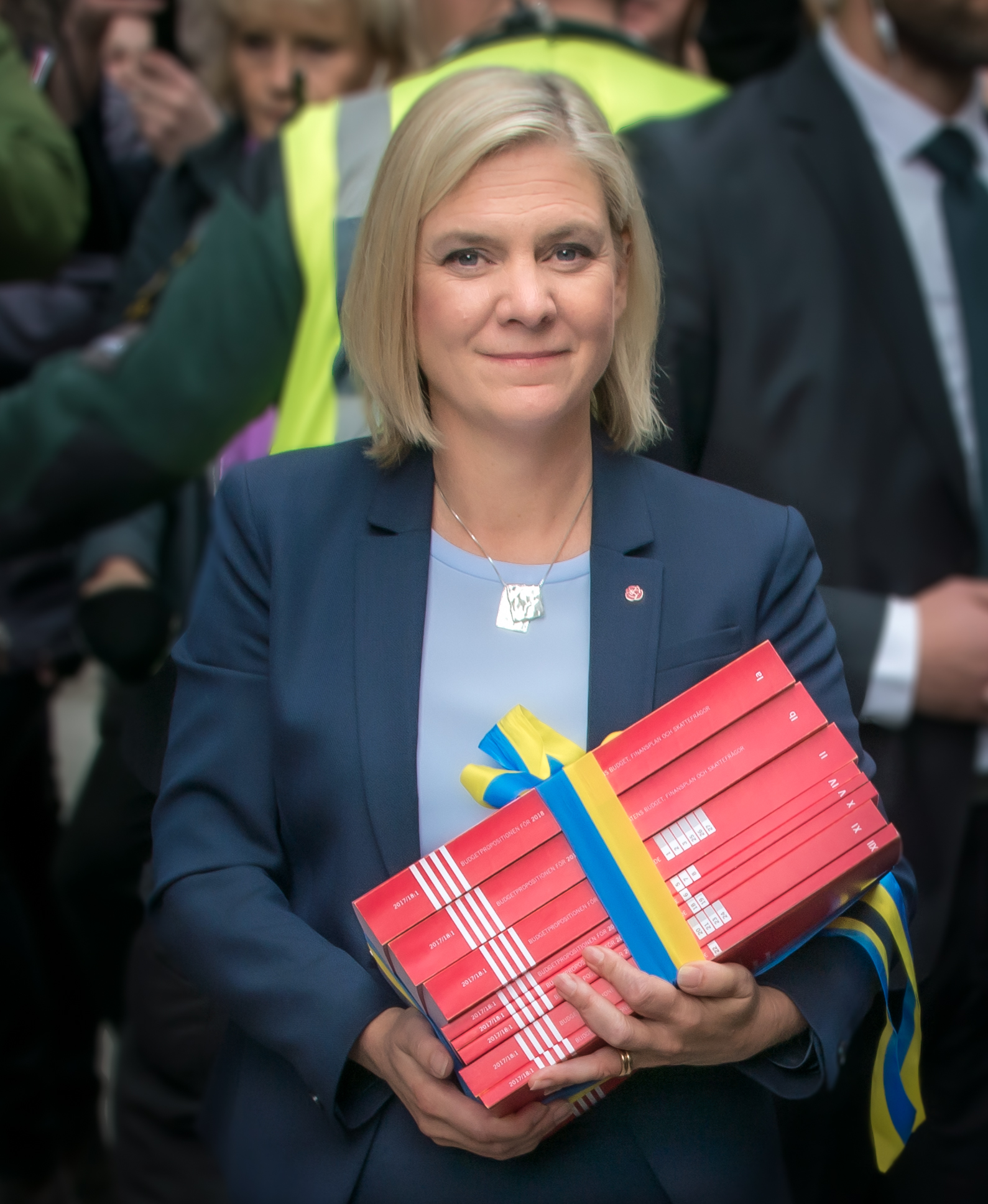
Andersson fora del Parlament el 20 de setembre de 2017 amb les propostes de pressupostos pel 2018.
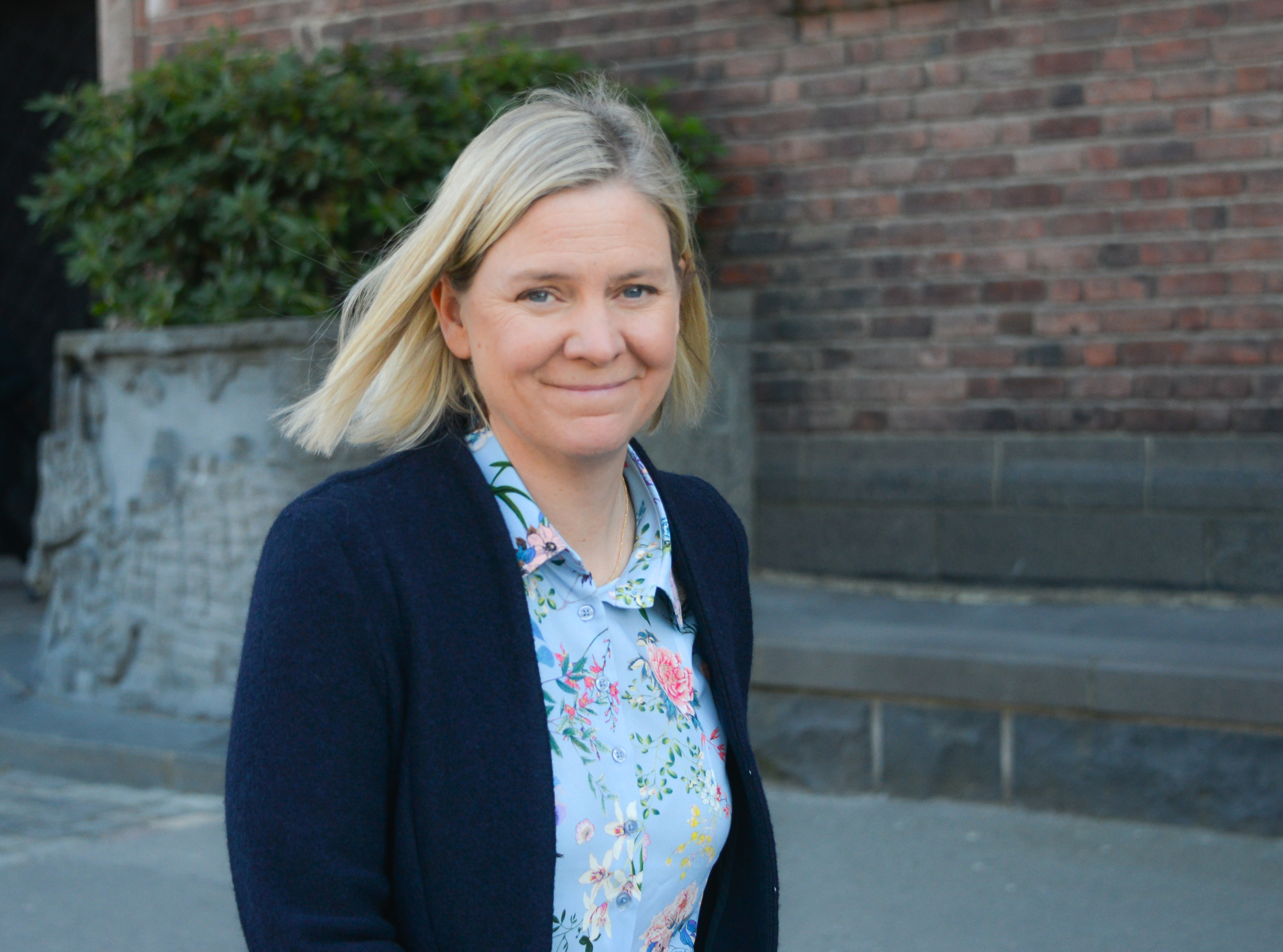
La Ministra de Finances entre reunions durant la crisi de la pandèmia de 2020.
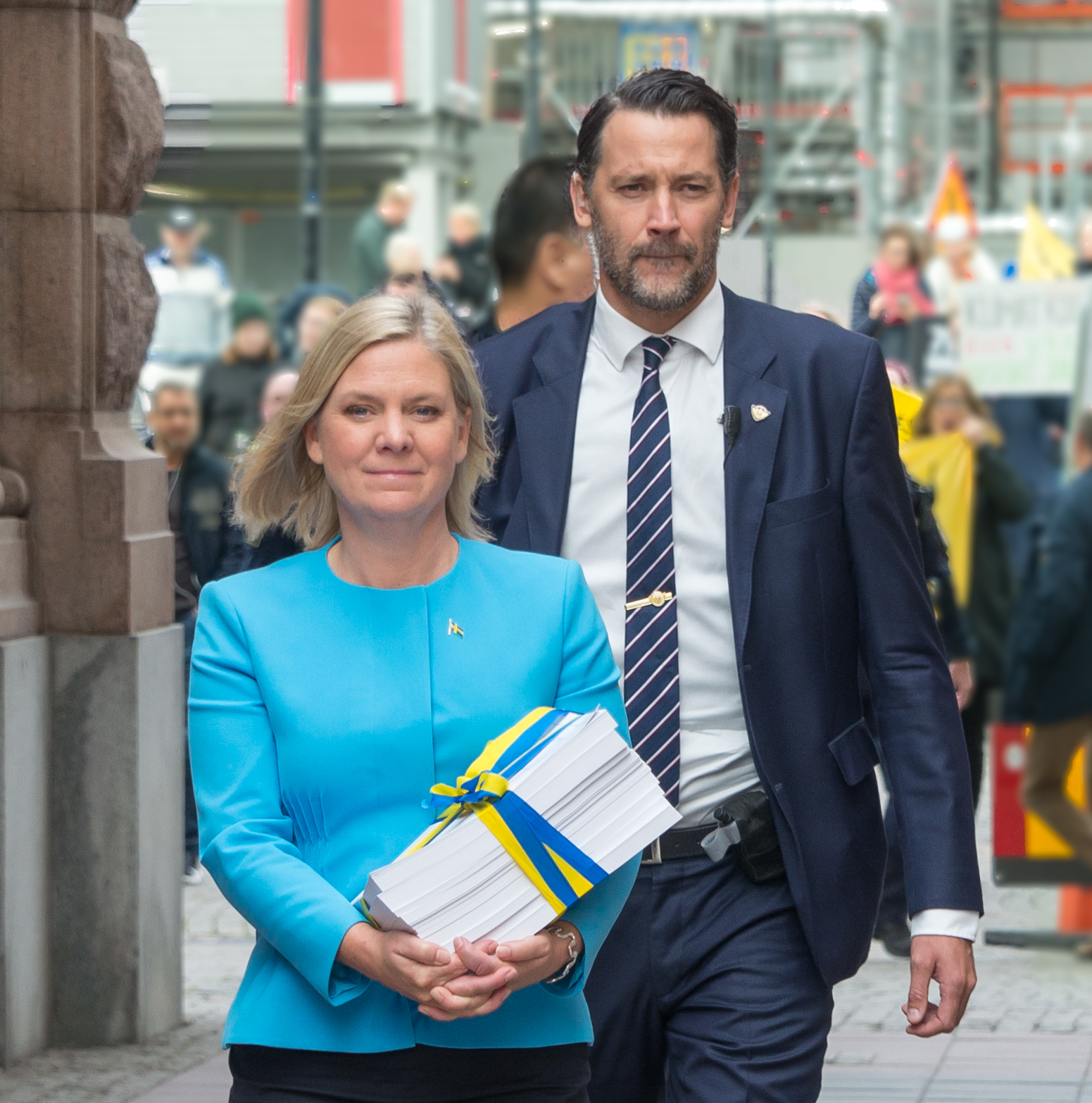
El 21 de setembre de 2020 la ministra Magdalena Andersson amb els pressupostos del govern pel 2021 de camí al Parlament.